# 随机鹦鹉
“随机鹦鹉”（英语：stochastic parrot）是在机器学习中一个理论的比喻，指大型语言模型虽然能够生成合理的文句，但其实不能理解所处理的语句。它由艾米丽·本德、蒂默妮特·格伯鲁、安杰利娜·麦克米伦-梅杰和玛格丽特·米切尔（以Shmargaret Shmitchell名义）在2021年人工智能研究论文《论随机鹦鹉的危害：语言模型太大有坏处吗？🦜》（On the Dangers of Stochastic Parrots: Can Language Models Be Too Big? 🦜）中提出。

## 起源和定义
“随机鹦鹉”最初出现于论文《论随机鹦鹉的危害：语言模型太大有坏处吗？🦜》。他们认为大型语言模型带来的害处包括环境损害和金融损失、训练数据中难以察觉的偏见，以及误导大众和科学家，又说它们不能明白所学习事物的深层概念。
“stochastic”源自古希腊语单词“stokhastikos”，意为“基于猜测的”或“随机决定的”。这单词也出现于概率论中的随机过程（stochastic process）。“鹦鹉”是指大型语言模型只会“鹦鹉学舌”，不能理解句子的意思。
在论文中，本德等人认为大型语言模型只是根据概率连接字句，不会考虑含义，所以说这些模型只是“随机鹦鹉”。
根据机器学习专家林霍尔姆、瓦尔斯特伦、林斯滕和舍恩所述，这个比喻强调两个重要限制：
- 大型語言模型只由训练所用的资料受限，只是根据随机概率重复数据集的内容。
- 因为大型語言模型只是基于训练数据输出文字，所以它们不会知道自己所输出的字句是否错误或不妥。

林霍尔姆等人指出，如果使用劣质数据集，加上其他限制，学习机器可能会产生“又错误又危险的”结果。

## 后续使用
2021年7月，艾伦·图灵研究院就艾米丽的论文举办主题演讲和专家小组讨论。截至2023年5月，它已由1529篇文章引用。“随机鹦鹉”已出现于法律、语法、叙事、和人文学等领域的文章。艾米丽等人依然对基于大型语言模型的聊天機器人（比如GPT-4）的危害表示忧虑。
如今，批评人工智能的人会用“随机鹦鹉”这个新词，表示机器不理解自己输出的含义，令它类似于“辱骂AI的歧视词”。OpenAI首席执行官在一篇讽刺推文中使用这个用语：“我是一只随机鹦鹉，你也一样”，让它广泛流传。“随机鹦鹉”随后获美国方言学会选2023年年度AI词语，胜过“ChatGPT”和“LLM”。
一些研究人员会用“随机鹦鹉”，把大型语言模型描述为拼接规律的机器，通过海量训练资料，表面上能产生模拟人类语言的合理文字，但只不过是以随机的方式鹦鹉学舌。然而，其他研究人员声称大型语言模型的确能明白语言。

## 争论
ChatGPT等部分大型语言模型能与用户产生模仿人类的逼真互动。随着这些新系统的开发，大型语言模型“鹦鹉学舌”的程度成为越来越多探讨的焦点。
在人类思维中，文字和语言与经历相对应。但在大型语言模型的算法中，字词可以只会与训练资料中的其他字词和使用规律对应。因此，支持“随机鹦鹉”论的人认为大型语言模型不能真正理解语言。
支持者认为大型语言模型倾向于把虚假信息当作事实（称为幻觉），正论证了这一点。大型语言模型有时会合成信息，虽然能符合某些规律，但其实不切实际。由于大型语言模型无法区分真伪，支持者声称它们不能像语言一样，把字词和对世界的理解连接。此外，大型语言模型一般无法理解上下文，从而辨认复杂或有歧义的文法。例如，在萨巴等人的论文中：
The wet newspaper that fell down off the table is my favorite newspaper. But now that my favorite newspaper fired the editor I might not like reading it anymore.
从桌上掉下的湿湿的报纸是我最喜欢的报纸。但我最喜欢的报社解雇了编辑，所以我可能不会再读了。

Can I replace 'my favorite newspaper' by 'the wet newspaper that fell down off the table' in the second sentence?
我可不可以把第二句的“my favorite newspaper”替换成“the wet newspaper that fell down off the table”？

大型语言模型回答说可以，但不明白“newspaper”在这两个语境中的意思不同：第一个是报纸，第二个是报社。一些AI专家由此认为它们仅仅是随机鹦鹉。
然而，也有论点认为大型语言模型不只是随机鹦鹉。它们能通过许多理解能力测验，包括超级通用语言理解评估（Super General Language Understanding Evaluation；SuperGLUE）。由于许多大型语言模型都能作出通顺回应，加上此类测验的支持，根据一份2022年的调查，51%的AI专家认为只要有足够数据，这些模型可以真正理解语言。
探究大型语言模型是否具备理解能力时，“机制可理解性”这个技巧也可以运用，原理是把模型逆向工程，分析它的神经网络如何处理信息。Othello-GPT便是其中一例。这个小型Transformer模型经过训练可以预测黑白棋的合法走棋方式。它的网络裡有黑白棋棋盘的表示式，而修改这个表示式后，合法走棋方式也会改为正确的组合。因此，有论点称大型语言模型具有“世界模型”，不只是依赖表面统计。
又例如，一个小型Transformer模型用Karel程序训练。这个模型和Othello-GPT一样，可以在网络裡产生Karel程序语法的表示式。改变这个表达后，输出也会改正。这个模型也能生产正确的程序，平均长度比训练集中的程序的短。
然而，如果将人类语文理解的测验用于大型语言模型，它们有时会因在数据文本中建立错误联系而产生假阳性结果。模型有时会进行快捷学习（shortcut learning），即是不使用类似人类的理解，从数据中作出不相关的联系。一项实验测验Google的BERT大型语言模型的论点推理技巧。模型需要从两个陈述句中选择更符合论点的句子。以下是其中一个论点的例子：
论点：重罪犯应该有投票权。我们不应该禁止17岁时就偷了一辆车的人终身享有普通市民的一切权利。

陈述句甲：盗窃汽车是重罪。

陈述句乙：盗窃汽车不是重罪。
研究人员发现，“不”等特定单词能引导模型答对问题。如果加入这些单词，则模型会几乎获得满分；如果不加入它们，则模型会倾向于随机选择。基于这个问题，加上智力的定义中的已知难题，有论点称所有探究大型语言模型理解的基准都有缺陷，而且都让这些模型有捷径产生错误理解。
如果没有可靠的基准，研究人员则难以分辨随机鹦鹉和真正具备理解能力的模型。在一项实验中，一位科学家认为ChatGPT-3一时具备人类理解能力，一时变成随机鹦鹉。他发现这个模型根据提示词中的资料预测将来事件时，可以给出通顺而信息量丰富的回答。ChatGPT-3也经常能从文本提示词解析潜在信息。但它往往无法正确回答有关逻辑和推理的问题，尤其是涉及空间知觉的问题。模型的回答质量不一，表示大型语言模型遇到某些类别的问题时具备某种形式上的“理解”，遇到其他问题时则会变成随机鹦鹉。
另外，由于动物研究显示鹦鹉不只是会模仿人类说话，甚至有时能理解语言，一些研究鹦鹉的科学家可能认为“随机鹦鹉”具冒犯性。

### 引述文献
- Lindholm, A.; Wahlström, N.; Lindsten, F. ; Schön, T. B. . Cambridge University Press. 2022. ISBN 978-1108843607.
- Weller, Adrian.  (video). Alan Turing Institute. 2021-07-13  [2024-05-12]. （原始内容存档于2024-08-02）. 主题演讲由艾米丽·本德主持。專家小組討論在简报结束后开始。

## 延伸阅读
- Bogost, Ian. . 大西洋. 2022-12-07  [2024-01-17]. （原始内容存档于2024-12-08）.
- Chomsky, Noam. . 纽约时报. 2023-03-08  [2024-01-17]. （原始内容存档于2023-03-12）.
- Glenberg, Arthur; Jones, Cameron Robert. . The Conversation. 2023-04-06  [2024-01-17]. （原始内容存档于2024-12-03）.
- McQuillan, D. . 布里斯托尔大学出版社. 2022. ISBN 978-1-5292-1350-8.
- Thompson, E. . . Basic Books. 2022. ISBN 978-1-5416-0098-0.
- Zhong, Qihuang; Ding, Liang; Liu, Juhua; Du, Bo; Tao, Dacheng. . 2023. arXiv:2302.10198  [cs.CL].